# Prêmio Multishow de Música Brasileira
O Prêmio Multishow de Música Brasileira (PMMB) é uma premiação musical brasileira, realizada anualmente pelo canal Multishow, cuja primeira edição ocorreu em 1994 com o intuito de premiar os melhores do ano da música brasileira através de votação da sua audiência e (a partir de 2011) de um júri especializado, composto por jornalistas e técnicos da indústria fonográfica.
Nos primeiros anos de premiação se chamava Prêmio TVZ, somente em 1998 passou a ser chamar Prêmio Multishow. A premiação é uma alternativa ao Prêmio da Música Brasileira, sendo um formato semelhante ao da premiação musical americana MTV Video Music Awards. Até 2008, a premiação era realizada no Teatro Municipal do Rio de Janeiro, no centro da capital fluminense. Atualmente o prêmio será realizada no Riocentro, na cidade do Rio de Janeiro. A artista mais premiada do evento é Anitta com 23 prêmios.

## História
Na primeira edição em 1994, a internet não era comum, por isso os indicados e vencedores eram escolhidos através do telefone e apenas com os assinantes da TV paga. Cissa Guimarães comandou as ligações, assim como a apresentação do evento. O Prêmio se chamava TVZ.
Na segunda edição, o evento continuou com o nome Prêmio TVZ, assim como a votação, ainda pelo telefone. O que mudou foi a casa do evento, que saiu do JazzMania e foi para o Ballroom, ambos no Rio de Janeiro. O mestre de cerimônia também foi diferente. Desta vez Mylena Ceribelli comandou a premiação.
1998 foi o ano das grandes novidades. A premiação mudou de nome para Prêmio Multishow de Música Brasileira e ganhou quatro novas categorias: Melhor Instrumentista, Melhor Música, Melhor Show e Melhor CD.
Na sexta edição do Prêmio, em 1999, a escolha dos premiados sai do telefone e passa para a internet. A noite de premiação fechou com um show de Frejat e Cássia Eller, cantando "Malandragem". Caetano Veloso foi eleito melhor cantor, e quando subiu no palco para agradecer, o que se ouviu foi uma voz rouca dizer: "O melhor cantor não tem voz hoje".
No ano 2000, o Prêmio foi apresentado no palco do Theatro Municipal. Nelson Motta e Fernanda Torres foram os anfitriões da festa.
A partir de 2001, o Multishow passou a homenagear um artista pela sua contribuição para a música brasileira.
Em 2002 surgiu mais uma categoria no Prêmio, o Melhor DVD.
No ano de 2004, a apresentadora Hebe Camargo, então com 75 anos, surpreendeu ao exibir o umbigo com um piercingfalso. Ela ainda brincou com o escândalo envolvendo a atriz Luma de Oliveira e o bombeiro Albucacys Júnior: "Eu tô fervendo! Chamem o bombeiro!".
Em 2005, ao ganhar o prêmio de Melhor Instrumentista, Junior Lima é vaiado por parte da plateia. Lima disse: "Isso aqui só serve pra mim como incentivo para eu estudar muito. Um dia eu vou olhar para esse prêmio e dizer “hoje eu mereço”, mas por enquanto é só um incentivo".
O anfitrião da 15º edição, em 2008, foi o ator Lázaro Ramos.
Em 2009, a atração da noite foi a cantora Ivete Sangalo que se apresentou grávida, com o barrigão amostra. Além de Rita Lee ter sido a grande homenageada, recebendo o prêmio das mãos de sua neta, Izabella.
A cerimônia de entrega dos prêmios de 2010 foi apresentada pelos atores Bruno Mazzeo e Fernanda Torres, durou cerca de 2h. A festa contou com apresentações de várias artistas, entre eles Nando Reis e Skank, responsáveis pela abertura do evento que fizeram uma versão para “Vem Morena”, composição de Luiz Gonzaga.
Na festa de 2011, Paula Fernandes, NX Zero e Restart foram os grandes vencedores, receberam dois prêmios cada um. A cerimônia homenageou os grandes programas de auditório da década de 80, como o de Silvio Santos, do Chacrinha e o Xou da Xuxa. 
Na festa de 2021, pela primeira vez, a votação de uma categoria foi suspensa a pedido dos fãs e das próprias postulantes ao prêmio, no caso Anitta, Ivete Sangalo e Iza, que concorriam ao título de Cantora do Ano. Como uma forma de homenagem, Marília Mendonça, que era uma das candidatas, foi declarada vencedora daquela categoria.
Em 2022, as categorias Cantora do Ano e Cantor do Ano foram substituídas por Artista do Ano e Voz do Ano, que uniram os dois títulos em um só, aumentando o número de concorrentes aos prêmios.
Na festa de 2023, a premiação é transmitida ao vivo pela primeira vez na TV Globo, marcando a comemoração da trigésima edição do Prêmio Multishow de Música Brasileira. A premiação, no entanto, continua sendo transmitida na íntegra pelo próprio Multishow a partir do tapete vermelho, enquanto que a TV Globo transmite apenas os momentos finais, incluindo a entrega dos troféus, com a transmissão se iniciando após a edição especial de Todas as Flores. A grande novidade nessa edição é a inclusão da Categoria Brasil que reúne as 27 músicas mais populares de cada estado do Brasil, músicas essas que forão escolhidas pela academia da premiação. As 27 faixas selecionados irão passar pelo voto público e as cinco mais votadas por região, irão para a etapa final. Neste ano também houve a adição de novas categorias para cada estilo musical brasileiro e mudanças no modo de votação, onde apenas as categorias Clipe TVZ do Ano, Hit do Ano, Show do Ano, Voz do Ano e a Categoria Brasil serão abertas para voto popular, enquanto as demais serão escolhidas pela academia. A categoria Artista do Ano, terá a novidade onde o vencedor será escolhido pelos demais artistas indicados. 
Na edição de 2024, foi criada a Troféu Vanguarda, uma nova honraria dentro da premiação. Embora o prêmio já tenha reconhecido artistas ao longo dos anos, esta é a primeira vez que uma premiação específica é dedicada a homenagear aqueles que se destacaram por suas contribuições inovadoras e transformadoras à música brasileira. Além da introdução do Troféu Vanguarda, a edição também marcou a criação da categoria "Música Urbana do Ano" e a separação das categorias Brega e Arrocha do Ano (Brega do Ano e Arrocha do Ano). Outro marco dessa edição foi a mudança do local da premiação, que passou a ser realizada no Riocentro, no Rio de Janeiro.

## Academia Prêmio Multishow
A Academia Prêmio Multishow foi estabelecida em 2019 para definir os indicados das categorias do prêmio, trazendo maior equilíbrio entre a percepção da indústria musical e o voto popular. Composta por profissionais como jornalistas, críticos, representantes de gravadoras, plataformas de streaming e outros especialistas de todas as regiões do Brasil, a Academia cresceu significativamente em 2023, contando com mais de 900 membros. Com essa expansão, a Academia passou a definir os indicados em 23 categorias e a escolher os vencedores em 17 delas, garantindo maior diversidade de gênero, raça, cor e estilo musical. O grupo tem peso relevante na votação, que busca representar um retrato mais plural do cenário musical brasileiro.

## Edições
| Ano | Ano  | Data           | Local             | Cidade         | Apresentador(es)                                     | Homenageado(a)                   |
| --- | ---- | -------------- | ----------------- | -------------- | ---------------------------------------------------- | -------------------------------- |
|     | 1994 | 25 de maio     | JazzMania         | Rio de Janeiro | Cissa Guimarães                                      | —                                |
|     | 1995 | 31 de maio     | Ballroom          | Rio de Janeiro | Mylena Ciribelli                                     | —                                |
|     | 1996 | 29 de maio     | Ballroom          | Rio de Janeiro | Cissa Guimarães                                      | —                                |
|     | 1997 | 21 de maio     | Ballroom          | Rio de Janeiro | Cissa Guimarães                                      | —                                |
|     | 1998 | 27 de maio     | Canecão           | Rio de Janeiro | Toni Garrido Alessandra Calor                        | —                                |
|     | 1999 | 25 de maio     | Canecão           | Rio de Janeiro | João Marcello Bôscoli Alessandra Calor               | —                                |
|     | 2000 | 16 de maio     | Theatro Municipal | Rio de Janeiro | Nelson Motta Fernanda Torres                         | —                                |
|     | 2001 | 22 de maio     | Theatro Municipal | Rio de Janeiro | Nelson Motta Fernanda Torres                         | Tim Maia                         |
|     | 2002 | 4 de junho     | Theatro Municipal | Rio de Janeiro | Nelson Motta Fernanda Torres                         | Cássia Eller                     |
|     | 2003 | 3 de junho     | Theatro Municipal | Rio de Janeiro | Nelson Motta Fernanda Torres                         | Erasmo Carlos                    |
|     | 2004 | 1 de junho     | Theatro Municipal | Rio de Janeiro | Nelson Motta Regina Casé                             | Herbert Vianna                   |
|     | 2005 | 5 de julho     | Theatro Municipal | Rio de Janeiro | Nelson Motta Regina Casé                             | Raul Seixas                      |
|     | 2006 | 16 de maio     | Theatro Municipal | Rio de Janeiro | Fernanda Torres                                      | Zeca Pagodinho                   |
|     | 2007 | 3 de julho     | Theatro Municipal | Rio de Janeiro | Fernanda Torres                                      | Chico Science                    |
|     | 2008 | 1 de julho     | Theatro Municipal | Rio de Janeiro | Lázaro Ramos                                         | Lulu Santos                      |
|     | 2009 | 18 de agosto   | Citibank Hall     | Rio de Janeiro | Fernanda Torres                                      | Rita Lee                         |
|     | 2010 | 24 de agosto   | Jeunesse Arena    | Rio de Janeiro | Fernanda Torres Bruno Mazzeo                         | Titãs                            |
|     | 2011 | 6 de setembro  | Jeunesse Arena    | Rio de Janeiro | Bruno Mazzeo                                         | Jorge Ben Jor                    |
|     | 2012 | 18 de setembro | Jeunesse Arena    | Rio de Janeiro | Ivete Sangalo Paulo Gustavo                          | —                                |
|     | 2013 | 3 de setembro  | Jeunesse Arena    | Rio de Janeiro | Ivete Sangalo Paulo Gustavo                          | —                                |
|     | 2014 | 28 de outubro  | Jeunesse Arena    | Rio de Janeiro | Ivete Sangalo Paulo Gustavo Tatá Werneck Didi Wagner | —                                |
|     | 2015 | 1 de setembro  | Jeunesse Arena    | Rio de Janeiro | Ivete Sangalo Paulo Gustavo                          | —                                |
|     | 2016 | 25 de outubro  | Jeunesse Arena    | Rio de Janeiro | Fábio Porchat Tatá Werneck                           | Ney Matogrosso                   |
|     | 2017 | 24 de outubro  | Jeunesse Arena    | Rio de Janeiro | Fábio Porchat Tatá Werneck                           | —                                |
|     | 2018 | 25 de setembro | Jeunesse Arena    | Rio de Janeiro | Tatá Werneck Anitta                                  | Ivete Sangalo                    |
|     | 2019 | 29 de outubro  | Jeunesse Arena    | Rio de Janeiro | Paulo Gustavo Anitta                                 | —                                |
|     | 2020 | 11 de novembro | Jeunesse Arena    | Rio de Janeiro | Iza Paulo Gustavo Tatá Werneck                       | —                                |
|     | 2021 | 8 de dezembro  | Jeunesse Arena    | Rio de Janeiro | Iza Tatá Werneck                                     | Paulo Gustavo e Marília Mendonça |
|     | 2022 | 18 de outubro  | Jeunesse Arena    | Rio de Janeiro | Gloria Groove Linn da Quebrada Marcos Mion           | —                                |
|     | 2023 | 7 de novembro  | Jeunesse Arena    | Rio de Janeiro | Tatá Werneck Ludmilla Tadeu Schmidt                  | —                                |
|     | 2024 | 3 de dezembro  | Riocentro         | Rio de Janeiro | Tatá Werneck Tadeu Schmidt Kenya Sade                | Anitta                           |

## Repercussão
Escrevendo para o Yahoo!, Regis Tadeu criticou a premiação em 2014 devido ao modo como são conduzidas as entrevistas, a premiação ser feita por voto popular, e o possível conflito de interesse com Luan Santana na premiação, contratado da gravadora da gravadora que é ligado ao prêmio. Em outubro de 2021, Ludmilla anuncia um boicote ao prêmio em protesto por não ser indicada a cantora do ano.

## Artistas com mais prêmios e indicações recebidos
| Artista          | Número de prêmios |
| ---------------- | ----------------- |
| Anitta           | 23                |
| Ivete Sangalo    | 21                |
| Luan Santana     | 12                |
| Skank            | 8                 |
| Titãs            | 8                 |
| Pitty            | 7                 |
| Ludmilla         | 7                 |
| Paula Fernandes  | 6                 |
| NX Zero          | 6                 |
| Ana Carolina     | 6                 |
| Marisa Monte     | 6                 |
| Iza              | 5                 |
| Marília Mendonça | 5                 |
| Caetano Veloso   | 5                 |

| Artista                 | Número de nomeações |
| ----------------------- | ------------------- |
| Anitta                  | 60                  |
| Ivete Sangalo           | 56                  |
| Luan Santana            | 44                  |
| Skank                   | 34                  |
| Ludmilla                | 29                  |
| Jota Quest              | 29                  |
| Pitty                   | 26                  |
| Marisa Monte            | 26                  |
| Ana Carolina            | 23                  |
| Caetano Veloso          | 23                  |
| Luísa Sonza             | 22                  |
| Iza                     | 19                  |
| Titãs                   | 19                  |
| NX Zero                 | 18                  |
| Charlie Brown Jr.       | 18                  |
| Jão                     | 17                  |
| Pabllo Vittar           | 17                  |
| Sandy & Junior          | 17                  |
| Gloria Groove           | 16                  |
| Paula Fernandes         | 15                  |
| Marcelo D2              | 15                  |
| Capital Inicial         | 15                  |
| O Rappa                 | 15                  |
| Marília Mendonça        | 14                  |
| Gusttavo Lima           | 14                  |
| Thiaguinho              | 14                  |
| Jorge & Mateus          | 14                  |
| Los Hermanos            | 14                  |
| Os Paralamas do Sucesso | 14                  |
| Sorriso Maroto          | 13                  |
| Chico Buarque           | 13                  |
| Maria Rita              | 12                  |
| Céu                     | 11                  |
| Vanessa da Mata         | 11                  |
| CPM 22                  | 11                  |
| Zeca Pagodinho          | 11                  |
| João Gomes              | 10                  |
| Seu Jorge               | 10                  |
| Sandy                   | 10                  |

## Categorias

### Honraria
- Troféu Vanguarda

### Voto público
- Clipe TVZ do Ano
- Show do Ano
- Hit do Ano
- Categoria Brasil

### Academia do Prêmio Multishow
- Artista do Ano
- Álbum do Ano
- Revelação do Ano
- Funk do Ano
- Pop do Ano
- Sertanejo do Ano
- Rock do Ano
- Música Urbana do Ano
- Forró e Piseiro do Ano
- Axé e Pagodão do Ano
- MPB do Ano
- Samba e Pagode do Ano
- Gospel do Ano
- Brega do Ano
- Arrocha do Ano
- Produção do Musical do Ano
- Instrumentista do Ano
- DJ do Ano
- Capa do Ano

### Extintas
- Cantora do Ano
- Cantor do Ano
- Música do Ano
- Melhor Clipe
- Voz do Ano
- Hip Hop do Ano
- Brega e Arrocha do Ano
- Experimente
- Música Chiclete
- Melhor Artista Sertanejo
- Melhor Cantor Internacional [21]
- Melhor Cantora Internacional
- Melhor Cover na Web
- Melhor DVD
- Melhor Clipe Internacional
- Melhor Grupo Internacional
- Melhor Grupo Nacional
- Revelação Internacional